# Navigo
Navigo – oprogramowanie nawigacyjne oraz kartograficzne wydane przez Polskie Przedsiębiorstwo Wydawnictw Kartograficznych.
Konsumenckie wersje Navigo:
- NAVIGO na PC, wersja Polska – oprogramowanie na komputery PC zawierające szczegółową mapę drogową Polski
- NAVIGO na PC, wersja Europa – oprogramowanie na komputery PC zawierające mapę drogową Europy
- NAVIGO na PDA – oprogramowanie nawigacyjne – wersja na PDA z systemem Windows Mobile
- NAVIGO do auta – oprogramowanie nawigacyjne – wersja na urządzenia nawigacyjne z systemem Windows CE

Wersja na PC zawiera mapę Polski lub Europy. Program jest zaprojektowany w celu szczegółowego planowania i wyznaczania tras od zadanego punktu początkowego trasy do punktu końcowego wraz z punktami przelotowymi, uwzględniając punkty adresowe w miastach, punkty użyteczności publicznej tzw. POI (takie jak np. bankomaty, hotele, stacje benzynowe). Program współpracuje z odbiornikiem GPS zewnętrznym lub wewnętrznym, dzięki czemu lokalizuje użytkownika oprogramowania na mapie (brak funkcji nawigacyjnych np. wskazówek na trasie czy rekalkulacji trasy). Oprogramowanie posiada wyłącznie wersje dwuwymiarową mapy (2D). Oprogramowanie jest obecnie aktualizowane bezpłatnie raz na miesiąc.
Wersja Navigo do auta oraz Navigo na PDA są to wersje nawigacyjne i zostały zaprojektowane w celu planowania, wyznaczania tras oraz prowadzenia do zadanego celu. Program wyznacza trasę od zadanego punktu początkowego do końcowego uwzględniając punkty przelotowe. Wyszukuje punkty według adresów oraz posiada wbudowaną bazę punktów użyteczności publicznej – POI. Navigo wyznacza pozycję użytkownika, a także po zaplanowaniu trasy podaje szczegółowe wskazówki przejazdu w formie głosowej oraz wyświetlanej na ekranie. Program posiada funkcję rekalkulacji trasy, tzn. po zjechaniu z wyznaczonej trasy program automatycznie wyznaczy optymalną trasę. Oprogramowanie posiada wersję widok map w postaciach dwuwymiarowej oraz trójwymiarowej mapy (trasa widziana pod kątem) z możliwością włączenia widoku budynków trójwymiarowych.
Wersja Navigo na PDA posiada dodatkowo funkcję "W sieci" – w wersji Navigo do auta tej funkcji nie ma. Funkcja "W sieci" pozwala na pobieranie za pośrednictwem sieci GSM aktualności o zatorach drogowych, wszelkich utrudnieniach i oraz miejscach kontroli policyjnej w czasie rzeczywistym. Jednocześnie użytkownik usługi "W sieci" może raportować informacje o utrudnieniach na drodze do wydawcy Navigo. (Do korzystania z usługi wymagany jest PDA z GPS oraz modułem GSM). Korzystanie z usługi jest płatne.
Program może zawierać albo samą mapę Polski, albo mapę Polski i mapę turystyczną. Program (po wybraniu w trakcie instalacji) zawiera komunikaty krajoznawcze – nagrane ścieżki dźwiękowe z informacjami o miejscach bądź innych obiektach, obok których się przejeżdża.
Aktualizacje programu i map odbywają się poprzez pobranie pliku instalacyjnego ze strony producenta i zainstalowaniu nowszej wersji w urządzeniu/na karcie pamięci. Aktualizacje są płatne, osobno dla mapy Polski i mapy turystycznej (szlaki). Nowsze wersje programu są dostępne wraz z najnowszymi mapami, i nie ma możliwości instalowania osobno bądź to map, bądź programu.